# Одун-базар капусы

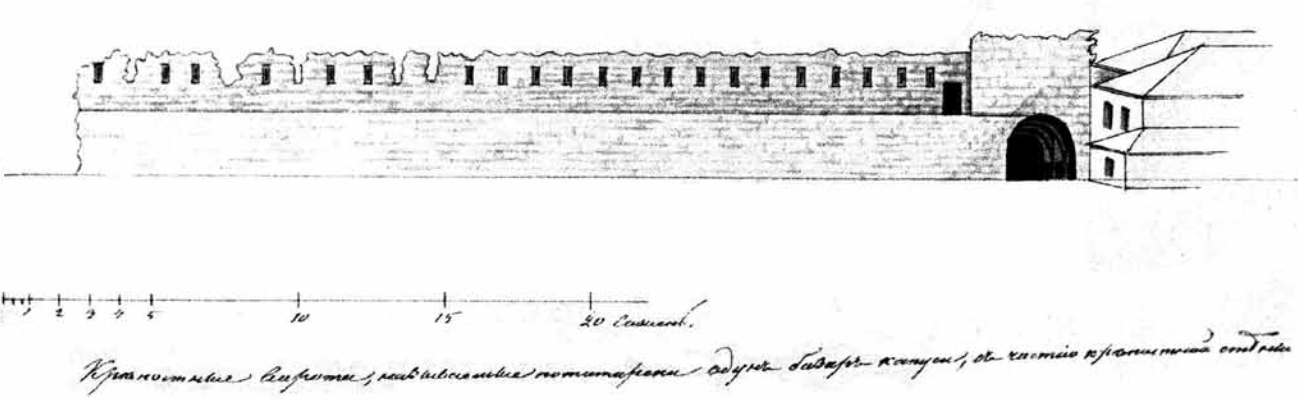
Крепостные ворота Одун базар, с частью крепостной стены. Западный фас, рисунок И. Якубинского, 1836 год.

Одун-базар капусы (с крымскотат. ворота дровяного базара) — часть города-крепости Гезлёв (современной Евпатории). 
Первое упоминание о существовании ворот относится к 1666 году. Ворота неоднократно перестраивались и окончательно были разрушены в 1959 году. В 2007 году объект был восстановлен на средства предпринимателей из числа крымских татар. Находится на пересечении улиц Караимской и Караева.

## История

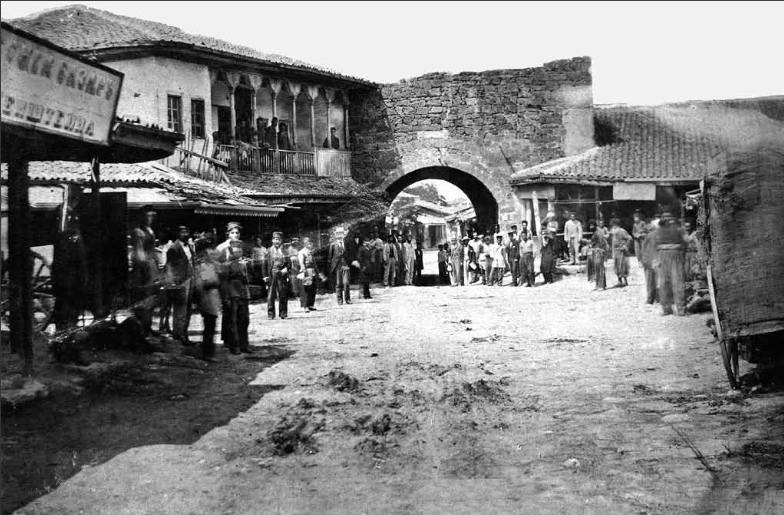
Ворота в 1890 году

Строительство крепостных стен вокруг Гезлёва (современной Евпатории) было начато в конце XV века и закончено к середине XVI века. Османский путешественник Эвлии Челеби, посетивший город в 1666 году, упоминал о 24 башнях, покрытых черепицей, и 5 воротах. Ворота дровяного базара находились в восточной части крепости, располагаясь вокруг участка торгово-ремесленнического кластера города. Ширина ворот составляла 11,87 метров, а длина проезда 12,5 метров.
Ворота и прилегающие стены пострадали от пожара, который мог относится к набегу казаков 1633 года или взятию города в 1736 году русскими войсками в ходе войны с Османской империей.
Армянский путешественник Минас Бжишкян, посетивший крепость в 1820-е годы оставил следующие воспоминание: «Одун Базар Капуси (Деревянные базарные ворота), что до сих пор стоит посреди рынка; у них имеется башня и маленькая дверь, называемая Тешик, на которой высечены двойные груди в качестве эмблемы». Краевед Василий Кондараки в конце XIX века именовал ворота как Хиз-кулеси (крепость девы), говоря о наличии на ней эмблемы с изображением женского лица.

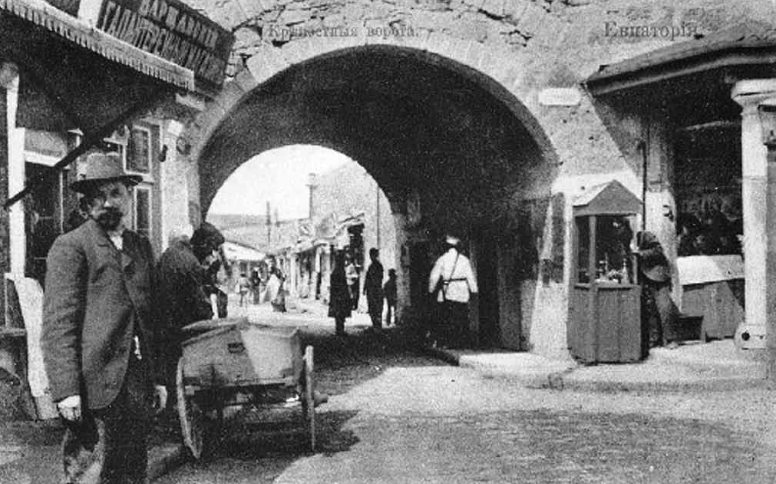
1912 год.

Указом Екатерины II от 10 февраля 1784 года были начаты работы по восстановлению укреплений Евпатории. К этому времени относятся значительная перестройка ворот. Внутреннее пространство ворот было разделено на семь частей: шесть помещениями с цилиндрическими сводами и проезд (усиленный подпружными арками и перерытый цилиндрическим сводом). Из-за переустройства пространства внутри ворот уже было невозможно размещать пушки, тем не менее, отверстие для бойниц сохранились. В результате преобразований у ворот появилось ещё одно название — «Кемер-капу» (Арочные ворота).
К началу XVII века крепостные стены вокруг города пришли в упадок и были разобраны. Аварийное состояние ворот вынудило местные власти произвести ремонтные работы, которые длились с 1837 по 1841 год. В своём рапорте от 1837 года помощник Таврического губернского архитектора Химотченко сообщает, что «в передней части ворот, в своде оных по всей арке сделалась столь значительная трещина, что передняя часть ворот отклонилась от своей оси и впоследствии угрожала падением». Ремонтные работы проводил инженер-поручик М. Коршунов. К тому времени высота восточной стены ворот составляла 8,54 метра, а ширина — 9,43 метра.
В конце XIX века на воротах была установлена мраморная доска с процарапанным крестом.

### Упадок и разрушение

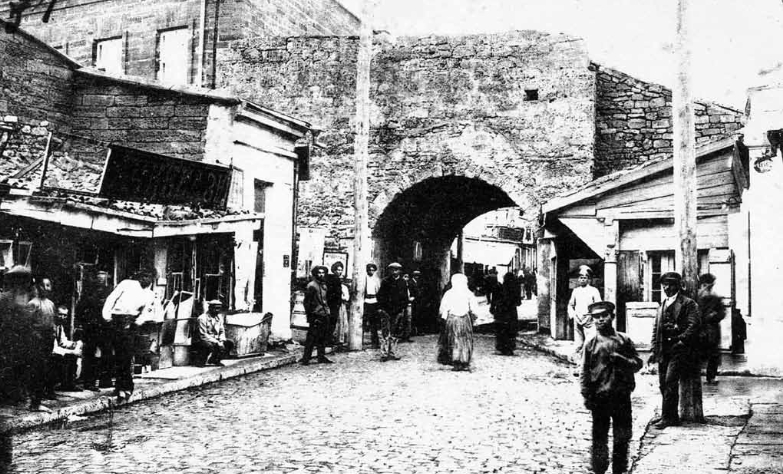
1916 год

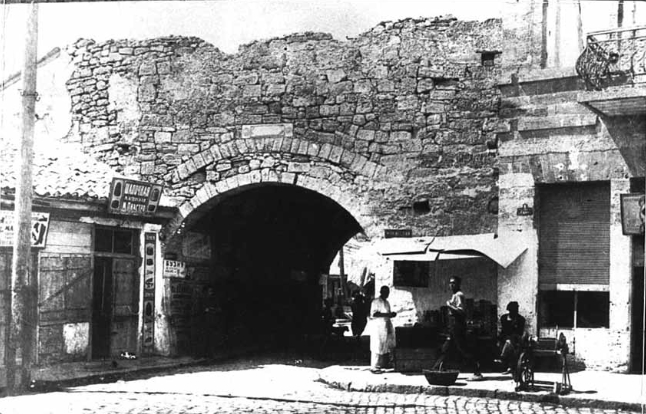
1920 год

В XX веке памятник приходит в упадок. К воротам начинают пристраивать капитальные строения, вместо находившихся там деревянных овощных лавок. Ещё в XIX веке рядом с воротами была построена кофейня, а в следующем веке она была заменена на двухэтажный дом. В 1920-е годы состоялась разборка верхних рядов ворот из-за чего высота Одун-базара уменьшилась на полтора метра. В 1935 году рядом с воротами был построен хлебозавод.
Согласно заключению о состоянии памятников архитектуры Евпатории от 1937 года, составленном городским инженером Т. Н. Братчиковым, инженером Евпаторийской конторы Крымгоспроекта С. М. Михайловым, архитектором П. И. Голландским и директором Евпаторийского музея Я. Г. Благодарным, ворота имели множество дефектов и трещин. В 1951 году старший инженер инспекции Госархстройконтроля В. Ш. Цибулевской и директор Евпаторийского музея Б. А. Ермак составили акт технического осмотра объекта, где был сделан вывод о его аварийном состоянии.
Несмотря на имеющиеся проблемы объекта, Управление по делам архитектуры Евпатории в 1947 году взяло памятник на учёт. В 1950 году был выполнен макет ворот, произведённый по заказу Евпаторийского краеведческого музея. К 1957 году высота ворот была уменьшена до 4,8 метров.
Решением Евпаторийского городского исполкома от 1959 года ворота были снесены из-за того, что памятник, по мнению властей, препятствовал движению автотранспорта. Вместе со сносом памятника был уничтожен культурный слой под ним, что в дальнейшем не позволило определить точную дату его сооружения.

### Дальнейшая судьба
В 1979 году сотрудники Евпаторийского музея А. С. Бирюков, В. В. Марченко, С. В. Приднев выполнили пробный шурф в южной половине ворот для установления даты постройки объекта и поиска подземного хода. Позднее, в 1990 и 2000 годах фундамент ворот пострадал от прокладки траншей телефонного кабеля и газопровода. Бетонный канализационный коллектор, установленный в 1990 году, был выполнен с ошибкой и по назначению никогда не работал.
Подготовка к реставрации ворот была начала в 1990 году институтом «Укрпроектреставрация» под руководством архитектора Юрия Лосицкого, однако из-за недостатка средств не была завершена даже подготовка документации.
Распоряжением Госкомитета по охране и использованию памятников истории и культуры Республики Крым от 27 июня 1994 года памятник был включён в «Перечень вновь выявленных объектов — зданий и сооружений, представляющих историко-культурную ценность и подлежащих государственному учёту и охране в г. Евпатории» под названием «Руины и фундаменты крепостных ворот „Одун базар Капусу“ г. Гезлева».

### Восстановление

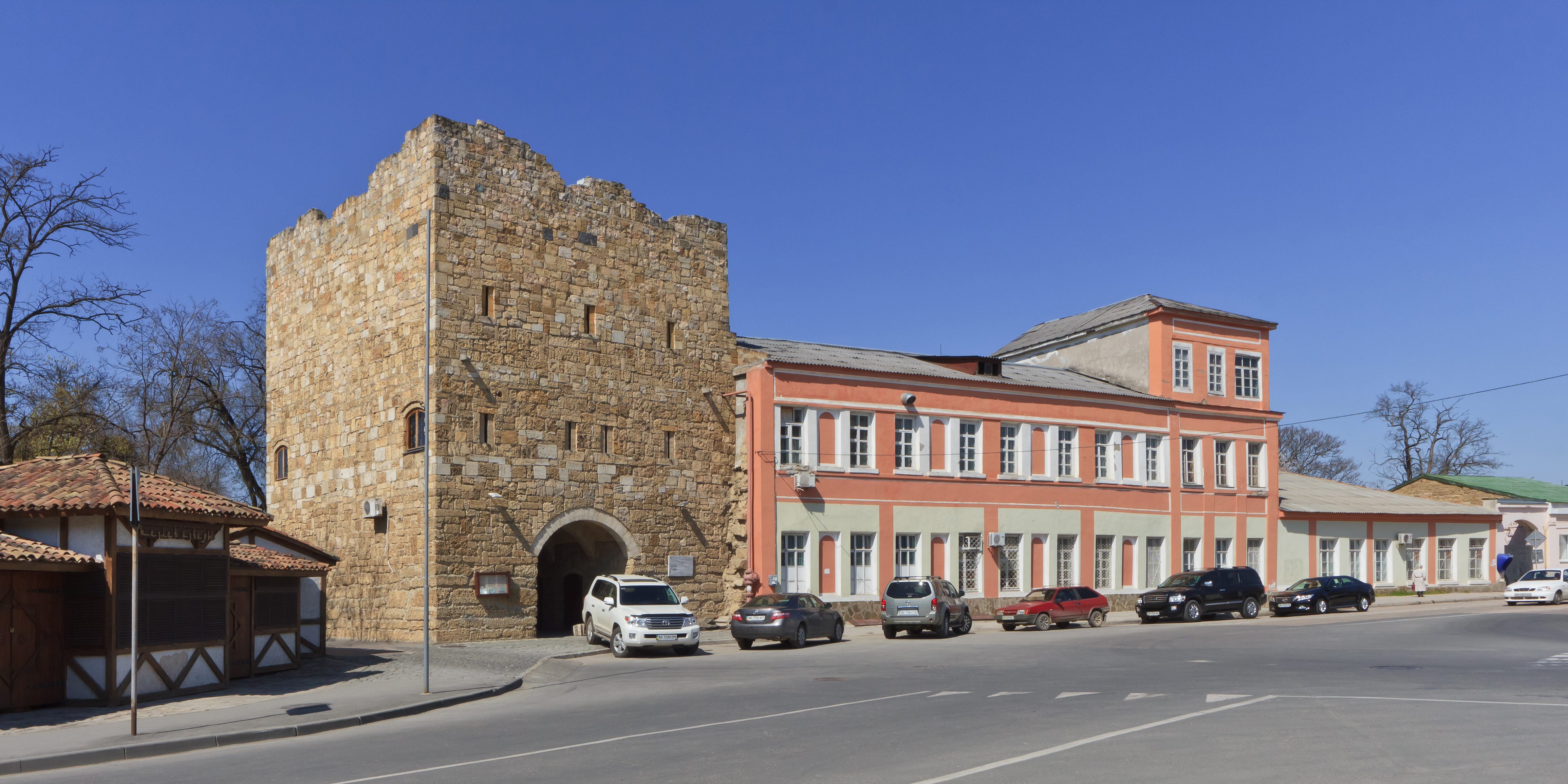
2014 год

В 2003 году власти Евпатории предложили ряду крымскотатарских предпринимателей восстановить ворота в первоначальном виде в рамках празднования 2500-летия Евпатории. В итоге проект финансировался членами Меджлиса крымскотатарского народа Дилявером Мамбетовым и Зейнурой Якубовой, предпринимателями Русланом Куртиевым и Дилярой Якубовой, а также при содействии концерна «РДР».
Летом 2003 года на территории ворот стартовали археологические работы, проводившиеся Крымским филиалом Института археологии НАН Украины под руководством Сергея Приднева. Спонсором работ выступил предприниматель Дилявер Мамбетов, директор предприятия «Берекет».

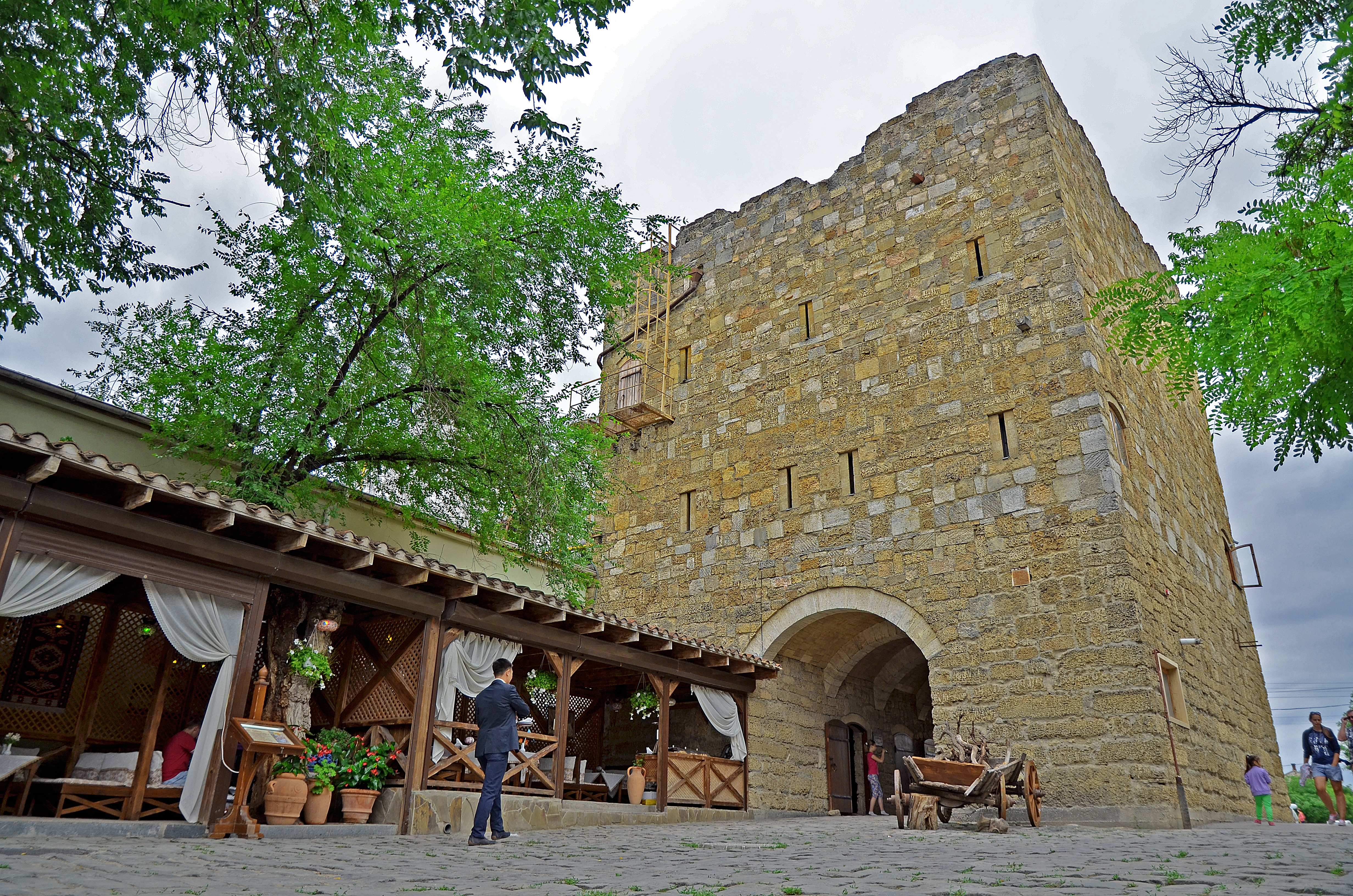
2015 год

Восстановление ворот началось после завершения археологических исследований. Проект новой башни был разработан В. С. Марголиным из «Крымагропроекта», который не был согласован с крымским комитетом по охране и использованию памятников истории и институтом археологии. Детали проекта основывались на архивных фотоматериалах и чертежах. Новый объект был сдвинут, относительно изначального для предотвращения разрушения исторического фундамента. Одной из главных проблем при сооружении здания стало наличие подземных коммуникаций, которые пришлось передвинуть. Строительство объекта длилось четыре года и обошлось в 175 тысяч долларов. Открытие восстановленных ворот состоялось в августе 2007 года, в присутствии руководителей Меджлиса Мустафы Джемилева и Рефата Чубарова.
После завершения строительства ворот, была музеефицирована оригинальная стена ворот (площадь 500 м2) и остатки северной половины ворот (33 м2). Для обслуживания нового объекта была создана туристическая фирма «Елькен». На втором этаже ворот расположился крымскотатарский ресторан, а на третьем — музей «Ворота Гезлёва», где находится макет средневековой Евпатории размером 5 на 9 метров, выполненный специалистами из Харькова.